# RASD TV
RASD TV es un canal de televisión estatal en español de la República Árabe Saharaui Democrática (RASD). Transmite desde Rabuni, sede de la RASD, en los campos de refugiados saharauis en Tinduf, Argelia.

## Historia
El canal fue creado en febrero de 2004, pero debido a las duras condiciones en los campos de refugiados, no comenzó su difusión periódica hasta el 20 de mayo de 2009. El canal había hecho previamente emisiones de prueba desde 2008, a través del satélite Hispasat.

## Programación
RASD TV transmite diariamente durante cuatro horas en señal terrestre (para el territorio del Sáhara Occidental y los campos de refugiados) y dos horas por satélite (para el resto de África, Europa, América y parte de Oriente Medio), con su contenido, compuesto por los noticieros, entrevistas, documentales históricos y programas culturales, la mayoría se encuentra hassanía y árabe, como también algunos en español.
El canal está financiado principalmente por la Asociación Amistad con el Pueblo Saharaui de Sevilla, España. La redacción del canal está formada por saharauis y cuenta con material y equipamiento donado por canales autonómicos de España. Entre sus programas están: Informativo RASD Árabe (diario), Informativo RASD Español (semanal).